# Tatsuru Saitō
Tatsuru Saitō (jap. 斉藤立 Saitō Tatsuru; * 8. März 2002 in Osaka) ist ein japanischer Judoka. Er wurde 2022 Weltmeisterschaftszweiter im Schwergewicht.

## Sportliche Karriere
Tatsuru Saitō kämpft im Schwergewicht, der Gewichtsklasse über 100 Kilogramm. 2018 nahm er an den Juniorenweltmeisterschaften in Nassau teil, verlor aber in der zweiten Runde gegen den späteren Sieger Gela Zaalischwili aus Georgien. Im November 2021 gewann er in Baku sein erstes Grand-Slam-Turnier, wobei er im Finale den Tadschiken Temur Rahimow bezwang.  
2022 erkämpfte er den japanischen Meistertitel in der offenen Klasse. Bei den Weltmeisterschaften 2022 in Taschkent besiegte Saito im Viertelfinale den Ukrainer Jakiw Chammo und im Halbfinale Temur Rahimov. Im Finale verlor er gegen Andy Granda aus Kuba. Bei den Olympischen Spielen 2024 in Paris belegte Saitō den fünften Platz im Schwergewicht. Im Mixed-Team-Wettbewerb verlor er im Finale gegen Frankreich gleich zweimal gegen Teddy Riner; das französische Team gewann Gold, die Japaner Silber.

## Familie
Tatsuru Saitō ist der Sohn des Judokas Hitoshi Saitō.